# Апапельгино
Апа́пельгино — опустевший поселок на территории Чукотского автономного округа России. Входил в Чаунский район (городской округ Певек). Функционировал как обслуживающий центр
аэропорта «Певек».

## Географическое положение
Расположено вблизи реки Апапельгин на побережье Восточно-Сибирского моря. Через село проходит грунтовая автодорога, связывающая районный центр с селом Янранай. Расстояние до города окружного значения составляет 640 км.
Вблизи села находится крупное месторождение гравия и песка.
Улицы посёлка: Автомобилистов, Геологов, Заозерная, Северная, Спортивная, Строителей, Тундровая, Чкалова, Энтузиастов.

## Население
| 2002 | 2013 | 2014 | 2015 | 2016 | 2017 |
| ---- | ---- | ---- | ---- | ---- | ---- |
| 16   | ↘0   | →0   | →0   | →0   | →0   |

## Топоним
Существуют несколько версий происхождения названия поселения.:
- от чук. апаапаԓгын — «паучья горловина», из-за множества пауков в этом месте;
- от эским. апы (авы) — «снег» и чук. вэлгын — «горловина, устье»;
- от коряк. апиапиль — «жертвенное место».

## История
Посёлок основан примерно в 1939 году в целях строительства и обслуживания регионального аэропорта.
Посёлок был застроен в основном двухэтажными домами, имелась одна пятиэтажка.
В Апапельгино действовали: неполная средняя школа (№ 8), почта, узел связи, гостиница, клуб «Авиатор».
В 1980-х гг. вместо одноэтажного деревянного здания аэровокзала барачного типа был построен современный каменный двухэтажный аэропорт.
В мае 2001 года Апапельгино было официально закрыто, в 2003 году постоянное население было переселено в город Певек.
С 2006 до 2015 гг. село входило в существовавшее в тот период городское поселение Певек бывшего Чаунского муниципального района.
Перепись населения 2021 года не учитывала Апапельгино в перечне населённых пунктов.

## Памятники
На площади аэровокзала в советское время были установлены скульптуры геолога, горняка и оленевода. Ныне они перенесены в Певек.

## Топографические карты
- Лист карты R-59,60 Певек.  Масштаб: 1 : 1 000 000. Издание 1986 г.

## Галерея
- ул. Заозёрная
- ул. Спортивная
- ул. Чкалова